# 20 mm Madsen maskinkanon
20 mm maskinkanon M/38 blev produceret af Dansk Industri Syndikat (DISA), i Herlev og blev anvendt af det danske forsvar i forskellige former for affutering. De forskellige affutager var ligeledes udviklet af Dansk Industri Syndikat og omfattede:
Maskinkanonen var en opgraderet udgave af Madsen maskingeværet, den var særdeles velskydende og blev eksporteret til flere lande, men dens enestående konstruktion gjorde den kostbar at fremstille.
20 mm maskinkanon i sidevognsaffutage var nok det våbensystem, som gjorde den mest bemærkelsesværdige indsats ved det tyske angreb på Danmark den 9. april 1940. Under kampene i Sønderjylland nedkæmpede de danske styrker med dette våbensystem 11 tyske panservogne og to Panzer I-kampvogne, inden man overgav sig..
- Lundtoftbjerg – to panservogne.
- Hokkerup – tre panservogne.
- Abild – to panservogne.
- Sølsted – en panservogn.
- Bredevad – tre SdKfz 222 (4,5 tons 4-hjulstrukken panservogn).
- Aabenraa – en Panzer I[2] (4 tons let kampvogn)
- Haderslev – en Panzer I.

Til maskinkanonen fandtes såvel brisantgranater som panserbrydende granater.